# Январь 2020 года

Список событий января 2020 года.

## События
- 1 января
  - Бывшему командиру одного из подразделений боснийских сербов Миломиру Савчичу предъявлены обвинения в геноциде боснийцев во время взятия Сребреницы армией Республики Сербской в 1995 году[1].
  - Нидерланды официально прекратили использование названия «Голландия» для обозначения государства[2].
  - Итальянский эксклав Кампионе-д’Италия вышел из состояния таможенного союза со Швейцарией[3].
  - Во Франции вступил в силу запрет на производство и импорт продуктов питания, содержащих пищевой краситель Е171 (диоксид титана)[4].
  - Начался Российско-белорусский нефтяной конфликт.
- 2 января
  - Великое национальное собрание Турции 325 голосами против 184 одобрило отправку турецкого воинского контингента в Ливию, где уже несколько лет продолжается гражданская война. Предположительно, поддержка будет оказана Правительству национального согласия[5], основным противником которого являются силы под руководством Халифы Хафтара. Ранее президент Турции Реджеп Эрдоган неоднократно утверждал, что в Ливии «находятся пять тысяч наёмников из Судана и две тысячи наёмников из ЧВК „Вагнер“», которые воюют за Хафтара[6].
  - В Черногории продолжаются протесты верующих Сербской Православной церкви против закона от 27 декабря 2018, предоставляющего возможность изъятия церковного имущества (включая здания и земли) в пользу государства.[7][8]
- 3 января — Генерал иранского спецподразделения КСИР Касем Сулеймани был убит в ходе ракетного удара США по аэропорту Багдада. При обстреле погибли не менее восьми человек, более десяти пострадали. В Пентагоне сообщили, что приказ об уничтожении генерала был отдан лично президентом США, Дональдом Трампом. Бывший командующий КСИР, секретарь Совета целесообразности Ирана Мохсен Резайи отреагировал на гибель генерала обещанием жестокой мести США. Российское Министерство иностранных дел полагает, что данная ситуация приведёт к росту напряжённости на всём Ближнем Востоке[9].
- 4 января — лидер непризнанного правительства Ливии Халифа Хафтар заявил, что объявляет «джихад» в ответ на принятое ранее решение правительством Турции об отправке воинского контингента в Ливию[10].
- 5 января
  - В Лос-Анджелесе прошло вручение премии «Золотой глобус», лучшими кинофильмами 2019 года стали: «1917» (в жанре драма) и «Однажды в… Голливуде» (комедия или мюзикл); лучшими сериалами были признаны «Наследники», «Дрянь» и «Чернобыль»[11].
  - Противник лидера венесуэльской оппозиции Хуана Гуайдо, провластный депутат Луис Эдуардо Парра объявил себя председателем Национальной ассамблеи[12].
  - Иран отказался от ограничений ядерной сделки[13].
  - Второй тур президентских выборов в Хорватии, победителем стал Зоран Миланович от Социал-демократической партии[14].
- 7 января
  - Меджлис Ирана единогласно проголосовал за признание Министерства обороны США и американской армии террористическими организациями[15].
  - В давке на похоронах генерала Сулеймани в Иране погибли 56 человек[16].
  - Космический телескоп TESS обнаружил первую планету земной группы TOI-700 d размером с Землю в зоне обитаемости своей звезды[17].
- 8 января
  - В авиакатастрофе Boeing 737-800 близ Тегерана погибли 176 человек[18].
  - Иран начал проведение военной операции «Мученик Сулеймани» против сил США на Ближнем Востоке[19].

- - Герцог и герцогиня Сассекские, принц Гарри и его жена Меган Маркл, отказались от статуса высокопоставленных членов королевской семьи и всех сопутствующих привилегий[20].
- 9 января
  - Палата общин парламента Великобритании одобрила в третьем чтении законопроект, разрешающий выход из Европейского союза 31 января[21].
  - Участники акции протеста заняли здание администрации президента Абхазии. Они потребовали, чтобы глава республики Рауль Хаджимба ушел в отставку[22].
- 10 января
  - Телеканал «Россия 1» и холдинг ВГТРК решили закрыть программу «Сам себе режиссёр» после 28 лет в эфире[23].
- 11 января
  - В Иране с новой силой возобновились антиправительственные протесты после признания Ираном вины за сбитый Boeing 737[24].
  - Правительство Франции решило временно исключить из пенсионной реформы пункт о повышении в стране пенсионного возраста с 62 до 64 лет к 2027 году[25].
  - Марш протеста против изменений в судебной системе Польши собрал тысячи участников, на протестную демонстрацию и митинг в Варшаве вышли судьи и адвокаты из Польши, а также многих других стран Евросоюза[26].
- 12 января
  - На Филиппинах началось извержение вулкана Тааль, около 80 тысяч жителей ближайших населенных пунктов эвакуировали, на территории провинции Батангас введен режим бедствия[27].

- 13 января
  - Парламент Абхазии принял отставку президента республики Рауля Хаджимбы, до внеочередных президентских выборов, исполнять обязанности президента будет премьер-министр Валерий Бганба[28].
  - Соединенные Штаты исключили Китай из списка валютных манипуляторов[29].
  - При анализе мурчисонского метеорита обнаружены древнейшие на Земле частицы вещества, появившиеся, когда ещё не существовало Солнечной системы[30].
- 14 января
  - Microsoft официально прекратил техподдержку операционной системы Windows 7[31].

- 15 января
  - Президент России объявил о радикальной конституционной реформе в обращении к Федеральному собранию, Правительство России подало в отставку[32].
  - Президент США Дональд Трамп и вице-премьер Госсовета КНР Лю Хэ подписали первый пакет документов в рамках торгового соглашения между странами, в рамках договоренностей Китай в течение двух лет должен купить у США сельскохозяйственную продукцию и другие товары на $200 млрд, а Вашингтон отменяет повышение пошлин на китайские товары[33].
  - Власти Турции разблокировали доступ к турецкому разделу Википедии, ограниченный в апреле 2017 года[34].
- 16 января
  - Депутаты «Единой России» единогласно одобрили кандидатуру Михаила Мишустина, выдвинутую президентом РФ на пост премьер-министра[35].
  - Турция приступила к отправке своих военных в Ливию, чтобы поддержать международно признанное правительство[36].
- 17 января
  - Премьер-министр Украины Алексей Гончарук написал заявление об отставке[37].
- 20 января
  - Президент России Владимир Путин предложил Совету Федерации убрать с должности генерального прокурора Юрия Чайку и назначить на его место Игоря Краснова[38].
  - Тысячи людей в штате Виргиния (США) вышли на митинг, акция направлена в поддержку права на ношение оружия[39].
  - Генеральный директор Всемирной организации здравоохранения созвал заседание комитета по чрезвычайной ситуации из-за вспышки пневмонии в Китае, вызванной новым коронавирусом 2019-nCoV[40][41].
- 21 января
  - В России новым министром культуры назначена Ольга Любимова[42].
- 23 января
  - В Иерусалиме прошёл 5-й Всемирный форум памяти Холокоста[43].
  - Стрелки Часов судного дня перевели на 100 секунд до полуночи[44].
  - Власти Китая закрыли выезд из города Ухань, откуда началось распространение нового типа коронавируса[45].
  - Королева Великобритании Елизавета II подписала закон о «Брекзите»[46].
  - Депутаты ГД РФ единогласно приняли в первом чтении закон о внесении поправок в текст Конституции РФ. Второе чтение ожидается 11 февраля[47][48].
- 24 января
  - В Турции в рамках уголовного дела, возбуждённого после попытки военного переворота в 2016 году, предположительно совершённого последователями проповедника Фетхуллаха Гюлена, приговорены к пожизненному заключению бывший заместитель главы генштаба Турции Мухаррем Кёсе, а также бывший сотрудник генштаба Хайреттин Калдырымджи[49].
  - В Турции в восточной провинции Элязыг в 20:55 по местному времени произошло землетрясение магнитудой 6,7. Не менее 20 человек погибли, более 1000 получили травмы[50].
  - Премьер-министр Великобритании Борис Джонсон подписал соглашение об условиях выхода страны из Евросоюза[51].
  - Власти Китая в связи с распространением нового типа коронавируса 2019-nCoV объявили карантин в 13 городах провинции центральной Хубэй, в результате чего под карантином оказалось более 41 млн человек[52].
- 26 января
  - В Лос-Анджелесе состоялась 62-я церемония вручения «Гремми», основные награды забрала певица Билли Айлиш[53].
  - Широкофюзеляжный самолёт Boeing 777X совершил первый испытательный полет[54].
- 27 января
  - Китай стал второй страной мира по производству вооружений после США, следует из доклада Стокгольмского института исследования проблем мира[55].
  - Из-за распространения вируса полностью или частично закрыли 15 китайских городов, в которых живут больше 57 миллионов человек[56].
  - В Австрии наследники Ротшильдов подали в суд на власти Вены, с требованием вернуть им активы более чем на 100 млн евро, отобранные нацистами[57].
- 28 января
  - В Белоруссии задержали директоров всех 4-х сахарных заводов республики[58].
- 29 января
  - Президент России Владимир Путин помиловал израильтянку Нааму Иссасхар, которую приговорили к семи с половиной годам лишения свободы за контрабанду наркотиков[59].
  - Глава Чувашии Михаил Игнатьев отрешён от должности президентом Российской Федерации в связи с утратой доверия[60].
  - Президент США Дональд Трамп в присутствии премьер-министра Израиля Биньямина Нетаниягу анонсировал план «Мир во имя процветания» по решению палестино-израильского конфликта, который включает взаимное признание еврейского и арабского государств, признание Иерусалима неделимой столицей Израиля, строительство новой палестинской столицы к востоку от этого города, отказ независимой Палестины от армии и выделение 50 миллиардов долларов на помощь региону[61].
- 30 января
  - Премьер-министр РФ Михаил Мишустин подписал распоряжение о закрытии границы России на Дальнем Востоке в качестве одной из мер по нераспространению коронавируса[62].
  - В ходе заседания чрезвычайного комитета Всемирная организация здравоохранения признала вспышку коронавируса 2019-nCoV чрезвычайной ситуацией в области общественного здравоохранения, имеющей международное значение[63].
- 31 января
  - В Санкт-Петербурге во время процесса демонтажа крыши СКК «Петербургский» произошла авария. В результате крыша и большая часть стен здания оказались разрушены, погиб 1 рабочий.[64].
  - Ракета-носитель сверхлёгкого класса Электрон запустила со стартовой площадки Rocket Lab LC-1 на полуострове Махия[англ.] в Новой Зеландии на низкую околоземную орбиту малый спутник NROL-151 в интересах национального управления военно-космической разведки США (NRO)[65].
  - Великобритания формально вышла из Европейского союза[66].